# ジョエル・ティリングハスト
ジョエル・ティリングハスト (Joel C Tillinghast　生年月日不明)は、アメリカ合衆国出身でフィデリティ・インベストメンツの投資家、ポートフォリオマネージャー。
ピーター・リンチの愛弟子で、フィデリティ・ロープライスト・ストックファンドのポートフォリオ・マネージャー。７人兄弟の長男であり、妹の一人は日本人と結婚している。フィデリティ・インベストメンツを代表するポートフォリオマネージャーの一人。フィデリティのグロース系ポートフォリオマネージャーであるウィル・ダノフと並ぶピーター・リンチ直系のスター・ポートフォリオマネージャーである。2009年にはモーニングスター社により“2000年代の最も優れたファンドマネージャーのファイナリスト”に選出される。 Star Trekの大ファン。中でも特にスポックのファンで、スポック柄の靴下を愛用している。基本は映像記憶タイプであり、人名を覚えるのは得意ではない。2011年、投資家との会議のための東京滞在中に東日本大震災遭遇。

## 人物概要

### 学歴・職歴
1980年　ウェズリアン大学(Wesleyan University)卒業
1983年　ノースウェスタン大学ケロッグ経営大学院 経営学修士 (MBA)
1986年　フィデリティ・インベストメンツ入社
1989年　12月よりフィデリティ・ロープライスト・ストックファンドのポートフォリオ・マネージャー

### フィデリティ・インベストメンツへ
1980年代初頭ティリングハストは、ドレクセル・バーナム・ランベールでリサーチエコノミストをしていた。MBAもこの頃取得している。
1986年9月、転職を考えていたティリングハストはフィデリティ・インベストメンツでマゼランファンドのファンドマネージャーをしていたピーター・リンチにしつこく電話をかけ続けていた。当時、リンチの秘書だったポーラ・サリバンはティリングハストの情熱に呆れたものの、ピーター・リンチ本人に5分だけと電話を繋いだところ、会話は１時間以上続き、リンチは即採用を決めた。当時を振り返るピーター・リンチはティリングハストについてこう語る。「彼は株式に夢中で、プエルトリカン・セメントなど多くの優れたアイデアを持っていた。その後は貯蓄貸付組合(S&L)の話を始めたが、全く知識のなかった私は興奮を覚えた。」電話を切った後、私はフィデリティの投資部門長に電話をして、「彼を採用しましょう。彼は素晴らしい。これまで会った誰よりも優秀ですよ」と採用を決めたという。

### ピーター・リンチによるティリングハスト評価[4]
師匠であるピーター・リンチによると“歴史を通じて最も偉大かつ成功したストックピッカーの一人である。彼はまさに市場に打ち勝つことのできるアクティブ運用者の好例である。辞書でアルファを調べたら、そこにはティリングハストの写真があって然るべきだと考えている”という。

### 投資スタイル
師匠であるピーター・リンチ同様「誰もが知っている身近な会社に投資する」というスタイルを踏襲。逆にいうと、「自分が理解できない銘柄には投資をしない」というのが哲学の一つである。得意な投資対象は世界中の中小型株(基本は小型株）。師匠であるピーター・リンチが名付けたテンバガー(10倍株)は投資家の誰もが夢見るものだが、ティリングハストはテンバガーを多く探し当てるファンドマネージャーと言われている。
- ティリングハストの投資における災難を回避するための5原則-
1. 感情的になって、勘にしたがって投資をしてはならない。忍耐強く、合理的に投資をしなければならない。
2. 他人の知識のみに依拠して、自分が理解していないものに投資をしてはならない。理解しているものに投資をしなければならない
3. 不正直な人物や非常識な人物と投資をしてはならない。有能で、正直な運用者と投資をしなければならない
4. 流行に左右されたり、変化が激しかったり、多額の負債を抱えているコモディティ化した事業に投資をしてはならない。得意分野を持ち、健全な貸借対照表（BS)を持った強い事業に投資をしなければならない
5. 最新の「ストーリー」銘柄に投資をしてはならない。割安な銘柄に投資をしなければならない

## 著書
ティリングハストの株式投資の原則(原題　Big Money Thinks Small) 出版社パンローリング

## 関連記事
- 2011年　4か月の休暇を取ることが発表される。当時５３歳。https://www.reuters.com/article/us-fidelity-tillinghast/star-fidelity-manager-tillinghast-to-take-leave-idUSTRE76C6C520110713